# Turismod

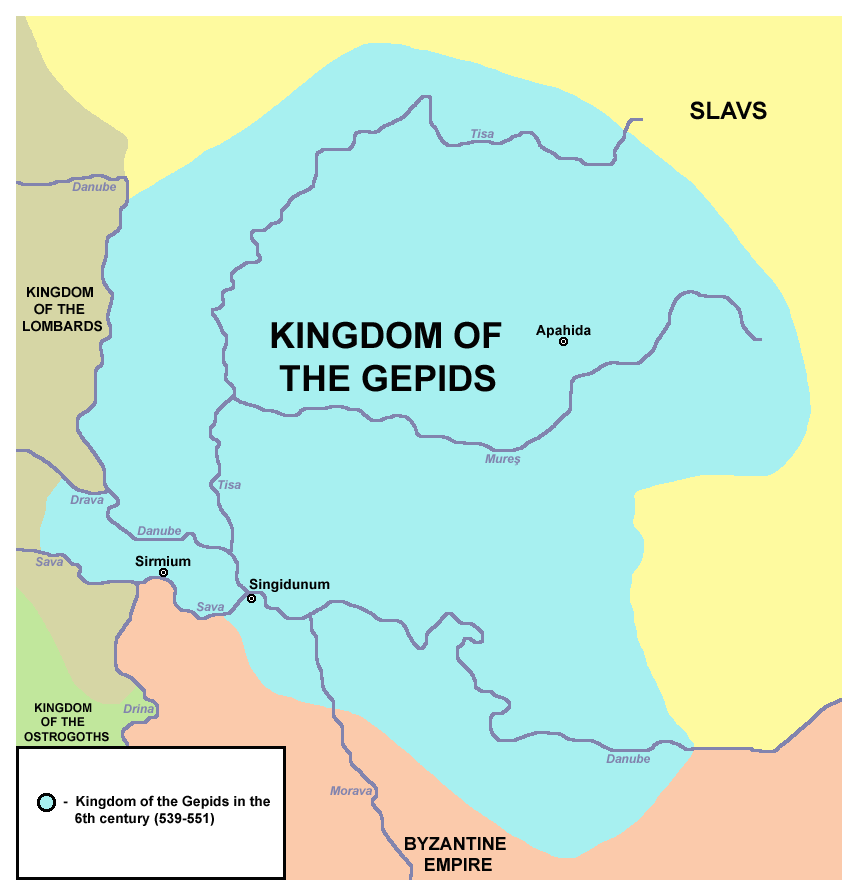
Území Panonie, které v polovině 6. století ovládali Gepidové. Od západu byli napadáni Langobardy. V bitvě u Asfeldu padl i Turismod

Turismod (latinsky Turismodus) (6. století? – 551–552?, Panonie) byl synem Thurisinda, krále germánského kmene Gepidů. Turismod padl v bitvě u Asfeldu, kde ho v jednom ze soubojů zabil Alboin, mladý následník trůnu Langobardů.
Turismod byl nejstarším synem Thurisinda a bratr Kunimunda, který nakonec nastoupil na trůn svého otce někdy okolo roku 560. Thurisind dal synovi Turismodovi pravděpodobně hodnost velitele Gepidů ve městě Sirmiu, aby tak zajistil jeho nástupnictví na trůn.
Podle Paula Diakona se podílel na třetí langobardsko-gepidské válce v roce 551 nebo 552, v rozhodující bitvě u Asfeldu byl zabit Alboinem, synem krále Langobardů Audoina. Jeho smrt byla podle Paula Diakona bodem obratu v bitvě: když Gepidové viděli, že jejich vůdce je mrtvý, dali se na ústup.